# Radical 42
El radical 42, representado por el carácter Han 小, es uno de los 214 radicales del diccionario de Kangxi. En mandarín estándar es llamado 小部　(xiǎo bù, «radical “pequeño”»), en japonés es llamado 小部, しょうぶ　(shōbu), y en coreano 소 (so). 
Este radical aparece algunas veces en la parte superior de los caracteres que son clasificados por este (por ejemplo, 尖). En algunos casos, cuando se encuentra en la parte superior, se presenta en la forma variante ⺌, con los trazos laterales invertidos (por ejemplo, en el carácter 当). En otras ocasiones, aparece en la parte inferior de los caracteres (por ejemplo en 尗).
Nótese que existe otro radical llamado «pequeño»: el radical 52 (幺).

## Nombres populares
- Mandarín estándar: 小, xiǎo, «pequeño».
- Coreano: 작을소부, jageul so bu «radical so-pequeño».
- Japonés: 小（しょう）, shō, 小さい（ちいさい）, chiisai, «pequeño»; 尚頭（なおがしら）, nao gashira «parte superior de nao (尚, “aún”)».
- En occidente: radical «pequeño».

## Galería
| Estilos antiguos                                 | Estilos antiguos                  | Estilos antiguos                        | Estilos antiguos                   | Estilos antiguos                   | Estilos empleados actualmente       | Estilos empleados actualmente  | Estilos empleados actualmente    | Estilos empleados actualmente   | Estilos empleados actualmente  |
|                                                  |                                   |                                         |                                    |                                    |                                     | 小                             | 小                               |                                 |                                |
| 甲骨文 jiǎgǔwén (escritura de huesos oraculares) | 金文 jīnwén (escritura de bronce) | 简帛 jiǎnbó (escritura de bambú y seda) | 篆文 zhuànwén (escritura de sello) | 篆文 zhuànwén (escritura de sello) | 隸書 lìshū (estilo de los escribas) | 楷書 kǎishū (estilo regular)   | 楷書 kǎishū (estilo regular)     | 行書 xǐngshū (estilo corriente) | 草書 cǎoshū (estilo de hierba) |
| 甲骨文 jiǎgǔwén (escritura de huesos oraculares) | 金文 jīnwén (escritura de bronce) | 简帛 jiǎnbó (escritura de bambú y seda) | 大篆 dàzhuàn (sello grande)        | 小篆 xiǎozhuàn (sello pequeño)     | 隸書 lìshū (estilo de los escribas) | 繁體／繁体 fántǐ (tradicional) | 简体／簡體 jiǎntǐ (simplificado) | 行書 xǐngshū (estilo corriente) | 草書 cǎoshū (estilo de hierba) |

## Caracteres con el radical 42
| trazos | carácter    |
| ------ | ----------- |
| + 0    | 小 ⺌ ⺍    |
| + 1    | 尐 少       |
| + 2    | 尒 尓 尔 尕 |
| + 3    | 尖 尗 尘 当 |
| + 5    | 尙 尚       |
| + 6    | 尛 尜 尝    |
| + 9    | 尞          |
| + 10   | 尟 尠       |
| + 11   | 尡          |